# Transfusionsreaktion
En transfusionsreaktion er i medicin en reaktion, der forekommer ved blodtransfusion, når indgiften af blod eller af blodbestanddele til modtager ikke har samme blodtype som donor.
Den ene persons blodlegemer og den anden persons plasma-antistoffer får blodlegemerne til at klumpe sammen, som gør at de nærmest ’ødelægger’ hinanden. Dette resulterer i en reaktion, der har stor risiko for at gå over i et anafylaktisk shock, som modtager i værste tilfælde kan dø af.
| Lægevidenskab | Spire Denne artikel om lægevidenskab er en spire som bør udbygges. Du er velkommen til at hjælpe Wikipedia ved at udvide den. |